# Estació d'Ordes
L'estació d'Ordes es troba al llogaret gallec de Fosado, al municipi d'Ordes, a la província de la Corunya. Té serveis de mitjana distància operats per Renfe.
Es troba a la línia que uneix Zamora amb la Corunya, al tram entre Santiago de Compostel·la i la Corunya, que forma part de l'eix atlàntic d'alta velocitat, en una variant del traçat original entre les estacions de Cerceda-Meirama i Santiago de Compostela.

## Trens

### Mitjana Distància
| Línia | Origen/destinació | Destinació/origen                  |
| ----- | ----------------- | ---------------------------------- |
| 4     | A Coruña          | Santiago de Compostela Vigo-Guixar |